# پرون، ان
پرون، ان (به فرانسوی: Péron) یک کمون در فرانسه است که در Canton of Collonges واقع شده‌است.

## خصوصیات
پرون ۲۶٫۰۱ کیلومترمربع مساحت و ۱٬۹۳۰ نفر جمعیت دارد و ۵۸۰ متر بالاتر از سطح دریا واقع شده‌است.